# F2RL2
Proteazom-aktivirani receptor 3 (PAR3), ili Receptoru koagulacionog faktora II (trombina) sličan 2, je protein kodiran  genom kod ljudi.
 je član velike familije G-protein spregnutih receptora koji interaguju sa guanozin-nukleotid-vezujućim proteinima. PAR3 je takođe član familije proteazom aktiviranih receptora. On je aktiviran trombinom. Do aktivacije dolazi proteolitičkim odsecanjem njegovog ekstracelularnog amino terminusa. Novo-formirani amino terminus dejstvuje kao vezani ligand i aktivira receptor. F2RL2 je kofaktor za F2RL3 aktivaciju trombinom. On posreduje trombinom-podstaknutu fosfoinozitid hidrolizu. F2RL2 je izražen u nizu tkiva.

## Literatura
1. ↑  „Entrez Gene: F2RL2 coagulation factor II (thrombin) receptor-like 2”.

## Dodatna literatura
- Hollenberg MD, Compton SJ (2002). „International Union of Pharmacology. XXVIII. Proteinase-activated receptors.”. Pharmacol. Rev. 54 (2): 203—17. PMID 12037136. doi:10.1124/pr.54.2.203.
- Ishihara H; Connolly AJ; Zeng D;  . (1997). „Protease-activated receptor 3 is a second thrombin receptor in humans.”. Nature. 386 (6624): 502—6. PMID 9087410. doi:10.1038/386502a0.
- Schmidt VA; Nierman WC; Maglott DR;  . (1998). „The human proteinase-activated receptor-3 (PAR-3) gene. Identification within a Par gene cluster and characterization in vascular endothelial cells and platelets.”. J. Biol. Chem. 273 (24): 15061—8. PMID 9614115. doi:10.1074/jbc.273.24.15061.
- Xu WF; Andersen H; Whitmore TE;  . (1998). „Cloning and characterization of human protease-activated receptor 4.”. Proc. Natl. Acad. Sci. U.S.A. 95 (12): 6642—6. PMC 22580 . PMID 9618465. doi:10.1073/pnas.95.12.6642.
- Guyonnet Dupérat V; Jacquelin B; Boisseau P;  . (1998). „Protease-activated receptor genes are clustered on 5q13.”. Blood. 92 (1): 25—31. PMID 9639495.
- Kahn ML; Zheng YW; Huang W;  . (1998). „A dual thrombin receptor system for platelet activation.”. Nature. 394 (6694): 690—4. PMID 9716134. doi:10.1038/29325.
- Kahn ML, Hammes SR, Botka C, Coughlin SR (1998). „Gene and locus structure and chromosomal localization of the protease-activated receptor gene family.”. J. Biol. Chem. 273 (36): 23290—6. PMID 9722561. doi:10.1074/jbc.273.36.23290.
- Kahn ML; Nakanishi-Matsui M; Shapiro MJ;  . (1999). „Protease-activated receptors 1 and 4 mediate activation of human platelets by thrombin.”. J. Clin. Invest. 103 (6): 879—87. PMC 408153 . PMID 10079109. doi:10.1172/JCI6042.
- Hauck RW; Schulz C; Schömig A;  . (1999). „alpha-Thrombin stimulates contraction of human bronchial rings by activation of protease-activated receptors.”. Am. J. Physiol. 277 (1 Pt 1): L22—9. PMID 10409227.
- Nakanishi-Matsui M; Zheng YW; Sulciner DJ;  . (2000). „PAR3 is a cofactor for PAR4 activation by thrombin.”. Nature. 404 (6778): 609—13. PMID 10766244. doi:10.1038/35007085.
- O'Brien PJ; Prevost N; Molino M;  . (2000). „Thrombin responses in human endothelial cells. Contributions from receptors other than PAR1 include the transactivation of PAR2 by thrombin-cleaved PAR1.”. J. Biol. Chem. 275 (18): 13502—9. PMID 10788464. doi:10.1074/jbc.275.18.13502.
- Cumashi A; Ansuini H; Celli N;  . (2001). „Neutrophil proteases can inactivate human PAR3 and abolish the co-receptor function of PAR3 on murine platelets.”. Thromb. Haemost. 85 (3): 533—8. PMID 11307827.
- Sambrano GR; Weiss EJ; Zheng YW;  . (2001). „Role of thrombin signalling in platelets in haemostasis and thrombosis.”. Nature. 413 (6851): 74—8. PMID 11544528. doi:10.1038/35092573.
- Miike S, McWilliam AS, Kita H (2002). „Trypsin induces activation and inflammatory mediator release from human eosinophils through protease-activated receptor-2.”. J. Immunol. 167 (11): 6615—22. PMID 11714832.
- Uehara A, Sugawara S, Muramoto K, Takada H (2002). „Activation of human oral epithelial cells by neutrophil proteinase 3 through protease-activated receptor-2.”. J. Immunol. 169 (8): 4594—603. PMID 12370398.
- Strausberg RL; Feingold EA; Grouse LH;  . (2003). „Generation and initial analysis of more than 15,000 full-length human and mouse cDNA sequences.”. Proc. Natl. Acad. Sci. U.S.A. 99 (26): 16899—903. PMC 139241 . PMID 12477932. doi:10.1073/pnas.242603899.
- Even-Ram SC; Grisaru-Granovsky S; Pruss D;  . (2003). „The pattern of expression of protease-activated receptors (PARs) during early trophoblast development.”. J. Pathol. 200 (1): 47—52. PMID 12692840. doi:10.1002/path.1338.
- Owen WG (2003). „PAR-3 is a low-affinity substrate, high affinity effector of thrombin.”. Biochem. Biophys. Res. Commun. 305 (1): 166—8. PMID 12732212. doi:10.1016/S0006-291X(03)00732-0.
- Tanaka N; Morita T; Nezu A;  . (2003). „Thrombin-induced Ca2+ mobilization in human gingival fibroblasts is mediated by protease-activated receptor-1 (PAR-1).”. Life Sci. 73 (3): 301—10. PMID 12757837. doi:10.1016/S0024-3205(03)00269-8.
- „Protease-Activated Receptors: PAR3”. IUPHAR Database of Receptors and Ion Channels. International Union of Basic and Clinical Pharmacology. Архивирано из оригинала 04. 03. 2016. г.